# Онора II Савойский, маркиз де Виллар
Онора II Савойский, граф де Тенде, маркиз де Виллар (фр. Honorat II de Savoie, comte de Tende, marquis de Villars; 4 июня 1511 — 20 сентября 1580, Париж, Франция) — французский военный и политический деятель итальянского происхождения, маршал Франции (1571), адмирал Франции (1572). Сын итальянского аристократа Рене Савойского (1473—1525) и его жены Анны Ласкарис (1487—1554), дядя Оноре д’Юрфе.
Во время религиозных войн был генерал-лейтенантом Лангедока. С 1570 года — лейтенант-губернатор Гиени, с 1572 года — губернатор Прованса. Ярый враг гугенотов. Участвовал в сражениях при Сен-Дени (1567) и Монконтуре (1569). После убийства гугенота адмирала де Колиньи во время Варфоломеевской ночи получил его должность адмирала Франции (генерал-адмирала). 
Кавалер Ордена Святого Духа (1579).

## Семья
От брака с Жанной-Франсуазой де Фуа-Кандаль имел 2 сыновей и 2 дочерей, из которых Генриетта Савойская (1541/1542—1611) стала супругой Шарля де Гиза, герцога Майеннского.